# Tour della nazionale maschile di rugby a 15 dell'Italia 2002
Nel 2002 la nazionale italiana di rugby si recò in tour in Nuova Zelanda, la seconda esperienza nel Paese dopo quella del 1980.
Il tour segnò l'esordio come C.T. del neozelandese John Kirwan, chiamato a sostituire Brad Johnstone alla guida della nazionale azzurra dopo il disastroso Sei Nazioni 2002.
Furono previsti tre incontri tra la fine di maggio e la prima settimana di giugno: due gare preparatorie senza l'assegnazione del cap internazionale con l'union di Manawatu e la formazione New Zealand Divisional XV, selezione dei giocatori di seconda divisione del National Provincial Championship, ed, infine, il test match con la nazionale neozelandese.
Il gruppo dei 28 Azzurri partì da Roma il 24 maggio con destinazione Palmerston North; ad una prima vittoria iniziale contro la formazione della federazione provinciale di Manawatu per 37-15, seguì un pareggio (35-35) contro la selezione di giocatori delle province rugbistiche di seconda divisione, con il ventunenne Bortolami alla prima da capitano. L'Italia arrivò alla sfida di Hamilton contro gli All Blacks con una formazione ricca di giovani e debuttanti; l'incontro terminò con una pesante sconfitta per 10 a 64, con i neozelandesi capaci di segnare nove mete. L'unica marcatura italiana fu quella di Bortolami, confermato alla guida del XV azzurro.

## Risultati

### Iltest match
| Arbitro: | Nigel Williams |

|                                                                                             |      |               |
| Ralph 3’, 41’, 46’ McDonnell 24’ Meeuws 29’ Kelleher 54’ Lomu 76’ Cullen 80+1’ Hewett 80+3’ | mt   | 63’ Bortolami |
| Mehrtens 3’, 24’, 29’, 41’, 54’, 76’, 80+1’, 80+3’                                          | tr   | 63’ Peens     |
| Mehrtens 38’                                                                                | c.p. | 40’ Peens     |

### Gli altri incontri
| Arbitro: | Kelvin Deaker |

|                 |      |                                             |
| Guiser 34’      | mt   | 8’, 66’ Barbini 55’ D. Dallan 63’ Mazzariol |
| Guiser 34’      | tr   | 8’, 55’, 63’, 66’ Peens                     |
| Guiser 33’, 43’ | c.p. | 24’, 32’, 41’ Peens                         |

| Arbitro: | Gary Wise |

|                                                       |      |                                                   |
| Leung-Wai 37’ Leawere 46’ Fifita 61’ Alofa 73’, 80+5’ | mt   | 7’ Pozzebon 20’ Peens 58’ Mazzariol 67’ Zanoletti |
| Flutey 46’, 73’                                       | tr   | 7’, 20’, 67’ Peens                                |
| Flutey 33’, 54’                                       | c.p. | 35’, 44’, 49’ Peens                               |